# 目黑蓮
目黑莲（日语：／ Meguro Ren ，1997年2月16日—），暱稱meme（めめ）中文讀音 咩咩 。日本男藝人、模特兒、演員、歌手，東京都出身，現為杰尼斯事务所旗下所屬組合Snow Man成員，代表色為黑色。

## 演藝經歷
2010年10月30日，初中二年級的目黑蓮進入傑尼斯事務所。
2015年1月10日，參演的奇幻深夜劇《哥哥扭蛋》播出，在劇中飾演A級哥哥少年。2016年11月，在ARASHI的巡迴演唱會上，宣佈成為小傑尼斯組合宇宙Six成員。2017年，和山本亮太共同主演的舞台劇《Momoyama Beat Tribe》上演 。
2018年，成為男大學生取向的雜誌《FINEBOYS》的專屬模特。4月5日，出演的舞台劇《瀧澤歌舞伎 2018》上演。
2019年1月，與向井康二、Raul一起宣佈加入小傑尼斯組合Snow Man，同時兼任兩個組合的活動；7月22日，與Snow Man組合成員岩本照、Raul和渡邊翔太共同主演的電視劇《想應聘簡單的工作看看》播出，在劇中飾演極度小心謹慎的貧窮大學生秋田若大，8月8日，在東京巨蛋的小傑尼斯最後公演中宣佈退出組合宇宙Six。
2019年自城西国际大学媒体学部毕业 。
2020年1月22日，隨組合Snow Man發佈首張單曲《D.D.》，從而正式出道。5月25日，作為常駐嘉賓參加的綜藝節目《Ai・Amu・冒險少年》播出。6月，個人首本單獨封面雜誌《FINEBOYS》發售。6月11日，參加的綜藝節目《NONSTOP!》播出。12月4日，隨組合主演的電影《瀧澤歌舞伎ZERO 2020 The Movie》上映。
2021年1月2日，與木村拓哉合作的電視劇《教場2》播出，在劇中飾演擁有冷靜的觀察力，出生於警察世家的學生杣利希鬥 。同年10月，參演電視劇《被擦掉的初戀》，與道枝駿佑共同主演，在劇中飾演井田浩介，他亦憑藉此劇獲得第31屆TV LIFE年間電視劇大賞的主演男優賞。
2022年4月，Snow Man主演的電影《阿松》公映。7月，他參演NHK電視劇《飛舞吧！》，是他首次單獨出演晨間劇。10月，參演的電視劇《silent》播出，飾演罹患「年輕突發型雙耳感覺神經性聽力喪失」的佐倉想。11月，與大泉洋和有村架純合作的電影《月之圓缺》上映，是他首次單獨出演電影。
2023年3月，初次主演的電影《我的幸福婚約》上映，3日票房達6.5億日元，觀影人數約47萬人次，奪得當週日本週末電影票房冠軍，並在7日內突破10億日元。10月23日，開設個人Instagram帳號。

## 音樂作品
关于Snow Man的音乐作品，请参见Snow Man#音樂作品

## 影視作品

### 電視劇
主演作品以粗體顯示
| 年份   | 電視台     | 劇名                   | 角色     | 備註                                 |
| 2015年 | 日本電視台 | 哥哥扭蛋               | 少年E    |                                      |
| 2019年 | 日本電視台 | 試著應徵了份簡單的工作 | 秋田若大 | 與岩本照、Raul和渡辺翔太三人共同主演 |
| 2021年 | 富士電視台 | 教場II                 | 杣利希斗 |                                      |
| 2021年 | 朝日電視台 | 被擦掉的初戀           | 井田浩介 | 與道枝駿佑共同主演                   |
| 2022年 | NHK        | 飛舞吧！               | 柏木弘明 | 初出演晨間劇                         |
| 2022年 | 富士電視台 | silent                 | 佐倉想   | 初出演黃金檔                         |
| 2023年 | TBS        | 一兆＄遊戲             | 天王寺陽 | 單獨黃金檔初主演                     |
| 2024年 | 富士電視台 | 海的開始               | 月岡夏   | 初主演月9                            |

### 電影
| 年份   | 電影名              | 角色         | 備註                    |
| 2020年 | 瀧澤歌舞伎ZERO 2020 |              | 因受疫情影響，改為電影  |
| 2022年 | 阿松                | 松野チョロ松 | 與Snow Man共同主演      |
| 2022年 | 月之圓缺            | 三角哲彥     |                         |
| 2023年 | 我的幸福婚約        | 久堂清霞     | 單獨初主演              |
| 2025年 | 剧场版 一兆＄遊戲   | 天王寺阳     | 2025年2月14日于日本上映 |
| 2026年 | 不久，就要永别了    | 漆原         | 與濱邊美波雙主演        |

### 综艺节目
- I Am 冒险少年（2020年4月20日 - ）TBS [3]

### 舞台剧
- Johnny's Dome Theatre ～SUMMARY～（2012年9月8日 至 9日，东京)[4]
- 泷泽歌舞伎
  - 泷泽演舞城 2013（2013年4月7日 - 5月12日，新桥演舞场）[5]
  - 泷泽歌舞伎2016（2016年4月10日 - 5月15日，新桥演舞场）
  - 泷泽演舞城2017（2017年4月7日 - 5月14日，新桥演舞场）
  - 泷泽歌舞伎 2018（2018年4月9日 - 5月13日[7] ，新桥演舞城 / 6月4日 - 30日，御园座）[8]
  - 泷泽歌舞伎 ZERO（2019年2月3 - 25日，南座）[9] [注釈 1]
  - 瀧澤歌舞伎ZERO（2021年4月8日 - 5月16日新橋演舞場 / 6月2日 - 6月27日 南座)
  - 瀧澤歌舞伎ZERO（2022年4月6日 - 5月16日新橋演舞場)[10]
- DREAM BOYS JET（2013年9月5日 - 29日，帝国剧场）
- JOHNNYS'World -Johnny's World-
  - JOHNNYS '2020 WORLD -Johnny's Tonitoni World-（2013年12月7日 - 2014年1月27日，帝国剧场）
  - 2015新春JOHNNYS'World（1月1 - 27日，帝国剧场）[11]
  - JOHNNYS'World（2015年12月11日 - 2016年1月27日，帝国剧场）
  - JOHNNYS'Future WORLD（2016年9月19 - 30日博多座 / 10月8 - 25日梅田艺术剧场主厅） [12]
- 浪速武士 哈喽TOKYO!!（2014年2月5 - 28日，日生剧场）[13]
- ABC座
  - ABC剧院2014杰尼斯传说（2014年5月9 - 30日，尼赛剧院）
  - ABC剧院2015 （2015年10月7 - 28日，尼赛剧院）
- 台风 n Dreamer（2014年9月3日 - 28日，日生剧场）- 仅在东京演出
- Johnny's Ginza 2016 （2016年5月24 - 26日，剧场创作）
- 桃山击败部落（2017年11月23日 - 12月3日，EX剧场六本木）- 饰演 小平武士（与山本良太双主演） [14] [15]

### 演唱会
- JOHNNYS' WORLD 感谢祭（2013年3月16 - 17日，东京巨蛋） [16]

### 杂志
- 日之出出版 “ FINEBOYS ”（2018年11月号 - [17]）- 定期出演的模特儿。

### 广告
- JCB公司CM（2020年2月 - ）- 与 二宮和也共演[18]。
- Reckitt Benkeiser 日本“Vitamin”（2021年1月 - ）[19]
- 朝日飲料 “Mitsuya Cider”（2021年5月 - ）[20]
- 高絲「ジュレーム リラックス」（2023年2月 - ）
- 午後紅茶「夏の午後が長いわけ」編（2023年6月 - ）与 中条あやみ共演

### 出演MV
- KEN☆Tackey
  - 逆转Lovers  (Dance Video) (2018) [21]
  - 浮世艳姿樱 (Dance Video) (2018)

## 獎項
2022年
- 第31回 TV LIFE年度日劇大賞 主演男優賞（《被擦掉的初戀》）[22]

2023年
- 第46回 日本電影學院獎 新人獎（《月圓月缺》）
- 第46回 日本電影學院獎 優秀男配角獎（《月圓月缺》） [23]
- 第32回 TV LIFE年度日劇大賞 助演男優賞（《silent》）
- 第96回 電影旬報十佳獎 新人男優賞（《月圓月缺》、《阿松》）
- 第114回 日劇學院賞 助演男优赏（《silent》）
- 第31回 桥田赏 新人賞（《silent》、《飛舞吧》）

2024年
- 第121回 日劇學院賞 主演男優赏（《海的開始》）

## 人物評價
他以185公分的高大身材  为武器并作为模特儿活跃中 。 2020年5月7日，作为在杂志《FINEBOYS》定期出演的模特儿，在宣布成为其杂志6月份的月刊封面时曾造成该网站服务器在10秒内就瘫痪 。
同月的29日，同样的杂志宣布他将连续担任7月月刊封面人物后的5秒内就已经造成该网站瘫痪、因此该杂志决定重版6月和7月月刊 。
曾被人说过“他是那个只要成为任何杂志的封面人物，该杂志就会从这个城市中消失的偶像”，  意指大家都会因为他是封面人物而把杂志一扫而空、造成一本难求的地步。
因为前来观看他有份演出的演唱会的前辈说了一句：“只有目黑莲看起来像是在后面伴舞的样子”后，他很不甘心，意识到自己必须作出改变后就决定自己动手剪头发。
现在他的标志性发型是以稍微长的刘海和从后颈发际线稍微剃上来的 “Techno Cut”  。

## 脚注
1. ↑  新橋演舞場公演はSnow Manとして出演。